# Ronde van Drenthe for kvinder 2016
Den 10. udgave af Ronde van Drenthe blev afholdt den 12. marts 2016. Det var andet løb i UCI Women's World Tour 2016.

## Hold
| UCI-hold                        | UCI-hold  | UCI-hold |
| Holdets navn                    | Land      | Kode     |
| ------------------------------- | --------- | -------- |
| Alé Cipollini                   | Italien   | ALE      |
| BePink                          | Italien   | BPK      |
| Boels Dolmans                   | Holland   | DLT      |
| Cervélo Bigla                   | Schweiz   | CBT      |
| BTC City Ljubljana              | Slovenien | BTC      |
| Canyon-SRAM Racing              | Tyskland  | LPR      |
| Cylance                         | USA       | CPC      |
| Inpa Bianchi                    | Italien   | ISG      |
| Poitou Charentes Futuroscope 86 | Frankrig  | FUT      |
| Hitec Products                  | Norge     | HPU      |
| Lares-Waowdeals Women           | Belgien   | LWW      |

| UCI-hold                              | UCI-hold       | UCI-hold |
| Holdets navn                          | Land           | Kode     |
| ------------------------------------- | -------------- | -------- |
| Lensworld-Zannata-Etixx               | Belgien        | LZE      |
| Liv-Plantur                           | Holland        | TLP      |
| Lotto Soudal                          | Belgien        | LBL      |
| Orica-AIS                             | Australien     | OGE      |
| Parkhotel Valkenburg Continental Team | Holland        | PHV      |
| Rabo Liv Women                        | Holland        | RBW      |
| Tibco-SVB                             | USA            | TIB      |
| Topsport Vlaanderen-Etixx             | Belgien        | VLL      |
| UnitedHealthcare Women's Team         | USA            | UHC      |
| Wiggle High5                          | Storbritannien | WHT      |

## Resultater
| Nr. | Rytter                     | Hold                | Tid     |
| --- | -------------------------- | ------------------- | ------- |
| 1   | Chantal Blaak (NED)        | Boels-Dolmans       | 3:36.13 |
| 2   | Gracie Elvin (AUS)         | Orica-AIS           | s.t.    |
| 3   | Trixi Worrack (GER)        | Canyon-SRAM         | s.t.    |
| 4   | Anna van der Breggen (NED) | Rabo-Liv            | s.t.    |
| 5   | Marta Bastianelli (ITA)    | Alé-Cipollini       | + 1.49  |
| 6   | Shelley Olds (USA)         | Cylance Pro Cycling | + 1.49  |
| 7   | Floortje Mackaij (NED)     | Team Liv-Plantur    | + 1.49  |
| 8   | Lauren Kitchen (AUS)       | Team Hitec Products | + 1.49  |
| 9   | Annemiek van Vleuten (NED) | Orica-AIS           | + 1.49  |
| 10  | Leah Kirchmann (CAN)       | Team Liv-Plantur    | + 1.49  |